# Eurocypria Airlines
Eurocypria Airlines Limited (mã IATA = UI, mã ICAO = ECA) là hãng hàng không quốc gia của Cộng hòa Síp, trụ sở ở Larnaca. Hãng có các tuyến đường quốc tế từ Cyprus tới 45 điểm đến ở châu Âu. Căn cứ chính của hãng ở Sân bay quốc tế Larnaca, và 1 căn cứ khác ở Sân bay quốc tế Paphos.

## Lịch sử
Hãng được thành lập ngày 12.6.1991 và là hãng hàng không chở khách thuê bao đầu tiên có căn cứ ở Cyprus. Hãng bắt đầu hoạt động từ ngày 25.3.1992 với 2 máy bay Airbus A320 mới toanh, sau đó thêm hai cái nữa. Từ năm 2001 hãng mở thêm các tuyến đường chở khách thường xuyên. Năm 2003 hãng thay đội máy bay Airbus bằng 4 máy bay Boeing 737-800 mới.
Trước đây hãng do Cyprus Airways làm chủ, nhưng từ ngày 28.6.2006, Cyprus Airways đã bán Eurocypria cho chính phủ Cyprus, do đó Eurocypria Airlines trở thành hãng hàng không quốc gia.

## Các nơi đến

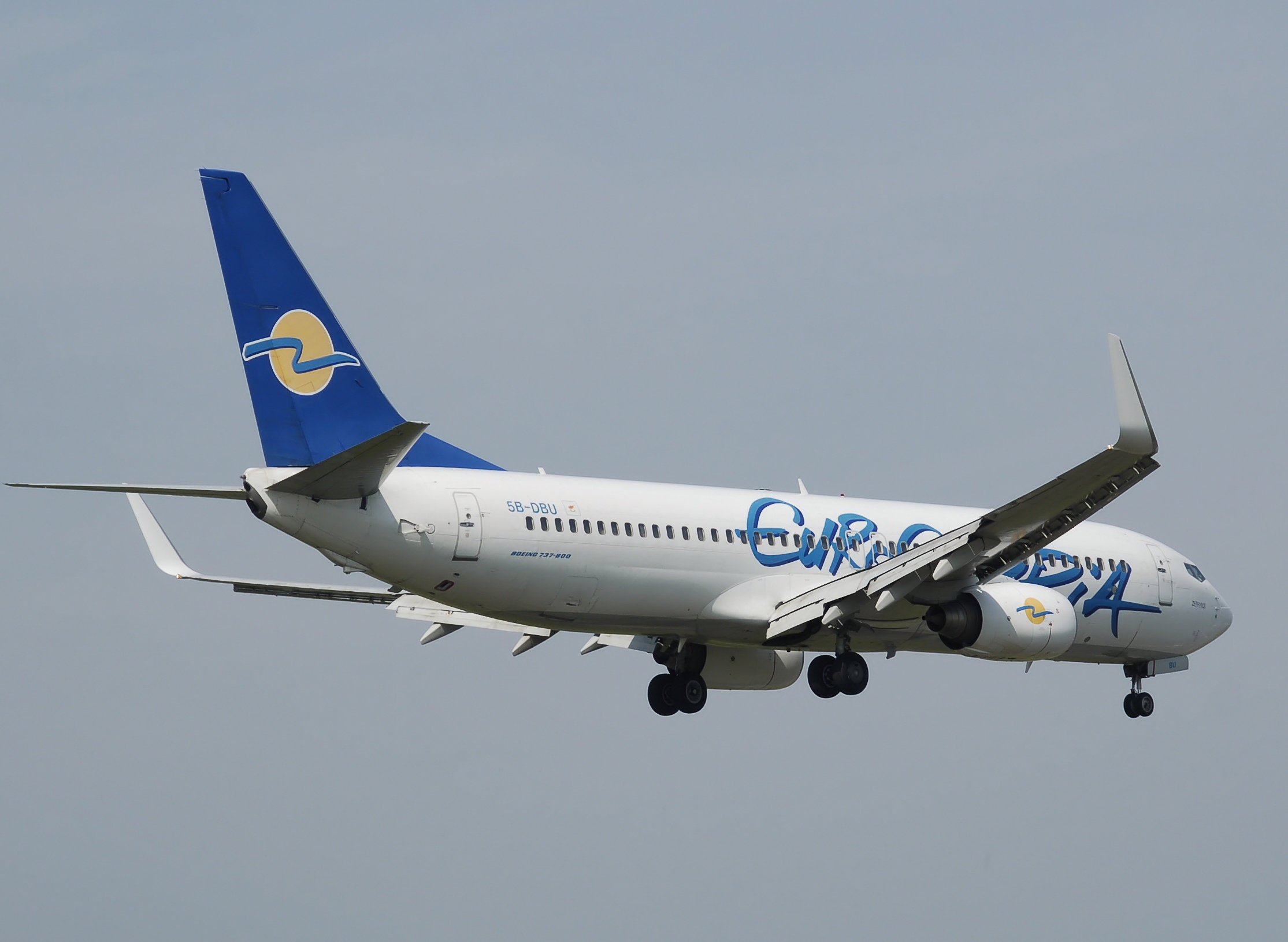
Máy bay Boeing 737-800 của Eurocypria sắp đáp xuống sân bay

(Tháng 5/2007):
- Ba Lan

- Warszawa

- Bắc Ireland

- Belfast

- Cộng hòa Síp

- Lanarca
- Paphos

- Đức

- Berlin
- Düsseldorf
- Hanover
- Leipzig
- München
- Nürnberg
- Stuttgart

- Hy Lạp

- Heraklion

- Ireland

- Dublin

- Nga

- Sankt-Peterburg

- Vương quốc Anh

- Birmingham
- Bournemouth
- Bristol
- Cardiff
- Exeter
- London
- Manchester
- Newcastle
- Norwich (bay thuê bao)

## Đội máy bay
(Tháng 1/2008):
- 6 Boeing 737-800 (2 bay cho AMC Airlines)